# Zethes pericymatis
Zethes pericymatis är en fjärilsart som beskrevs av Embrik Strand 1920. Zethes pericymatis ingår i släktet Zethes och familjen nattflyn. Inga underarter finns listade i Catalogue of Life.